# Künzli Sports Cars
Künzli Sports Cars war ein Schweizer Hersteller von Automobilen.

## Unternehmensgeschichte
Das Unternehmen aus Winterthur fertigte ab etwa 1980 für einige Jahre Automobile, die sowohl komplett als auch als Kit erhältlich waren. Der Markenname lautete Künzli. Eine Besonderheit war, dass die Fahrzeuge nur auf Bestellung gefertigt wurden.

## Fahrzeuge
Das einzige Modell Viper Cobra Replica war ein Nachbau des AC Cobra. Als Basis kamen Kastenrahmen vom Ford Taunus oder Ford Granada sowie Rohrrahmenfahrgestelle in Frage. Für den Antrieb sorgten verschiedene Vier-, Sechs-, Acht- und Zwölfzylindermotoren von Ford und Jaguar. Die Karosserien bestanden aus Fiberglas.